# میرعسگر سیدوف
میرعسگر سیدوف (ترکی آذربایجانی: Mirəsgər Mirabdulla oğlu Seyidov; ۶ فوریهٔ ۱۹۷۰ – ۱۴ ژوئن ۱۹۹۲) نیروی نظامی اهل جمهوری آذربایجان بود. او قهرمان ملی جمهوری آذربایجان می‌باشد، که در دوران جنگ قره‌باغ به دست نیروهای ارمنستان کشته شد.

## زندگی‌نامه
میرعسگر سیدوف در ۶ فوریه سال ۱۹۷۰، در روستای «قاراخان‌بیگلی» جمهوری خودمختار نخجوان در آذربایجان شوروی زاده شد. بعد از آنکه در سال ۱۹۸۷ مدرسه را پشت سر گذاشت، شروع به کار در روستای خود کرد. به دنبال اتمام دوره خدمت سربازی اش در ارتش شوروی در سال ۱۹۹۰، به نخجوان بازگشت.

## مرگ
جنگ قره باغ بخش‌های از نخجوان را نیز فراگرفته بود. با آنکه در دوران این جنگ نیروهای ارمنی به دفعات اقدام به حمله به روستاهای نخجوان هم می‌کردند، با مقاومت نیروی بسیج مردمی نخجوان به شکست می‌انجامید؛ نیرویی که میرعسگر سیدوف یکی از رزمندگان داوطلب گردان مردمی آن در روستای «یاخاری بوزقوو» بود.
میرعسگر سیدوف به اقدامات قهرمانانه‌ای در تمامی نبردها معروف است. در آخرین نبردش در ۱۴ ژوئن سال ۱۹۹۲، به هنگام تلاش برای نجات یک سرباز مجروح آذربایجانی به شدت زخمی شده و جان باخت. او در خیابان شهداء نخجوان تدفین شد.

## نشان
بر اساس فرمان شماره ۳۶۷ رئیس‌جمهوری آذربایجان، مورخ ۱۸ دسامبر سال ۱۹۹۲، پس از مرگش با میرعسگر سیدوف با اعطاء نشان قهرمان ملی این کشور تقدیر به عمل آمد.

## گرامیداشت
مدرسه شماره ۱۵ نخجوان که میرعسگر سیدوف در آنجا درس خوانده بود، نام او را به یدک می‌کشد.